# Траурна потапница
Траурната потапница (Melanitta nigra) е сравнително дребна птица от семейство Патицови (Anatidae), разред Гъскоподобни (Anseriformes). Тежи между 0,9 и 1,6 кг, дължина на тялото 40-52 cm, размах на крилете 85 cm. Слабо изразен полов диморфизъм. Плува и се гмурка много добре.

## Разпространение
Гнезди в северните части на Европа, Азия и Северна Америка. Зимува много рядко и в района на Балканския полуостров (включително и в България), Великобритания, Пиренейския полуостров и южните части на Северна Америка. Обитава езера, морета.

## Начин на живот и хранене
Обикновено се придържа на няколко километра (от 1 до 6) от брега на морето, извън размножителния период. Храни се предимно с животинска храна, основно с миди и други дребни безгръбначни.

## Размножаване
Моногамна птица. Гнезди в близост на няколко метра до водата в обрасли с растителност участъци и под някой гъст храст. Снася 5-13 кремави яйца, с размери 66 х 54 mm и маса около 72 гр. Мъти само женската в продължение на 27-31 дни. Малките се излюпват достатъчно развити за да могат да се придвижват и хранят сами. Годишно отглежда едно люпило.

## Допълнителни сведения
Защитен вид на територията на България.